# دايتو ريو أيكي جوجيتسو

## تعريف
دايتو ريو أيكي جوجيتسو. (باليابانية: 大 東流 合 気 柔 術) و (بالإنجليزية: Daitō-ryū Aiki-jūjutsu). هو فن قتالي ياباني عُرف في أوائل القرن العشرين من عند المدير تاكيدا سوكاكو، كان لتاكيدا تدريب مكثف في العديد من فنون الدفاع عن النفس (بما في ذلك كاشيما شيندون جيكيشينكاج-ريو والسومو)، وأشار إلى أسلوب يدرس ب «دايتو ريو» (حرفيا، «المدرسة الكبيرة»).

## تاريخ
يرجع أصل دايتو ريو إلى حوالي 900 عام مع ميناموتو نو يوشيميتسو سنة (1045الى1127) حيث كانت مجموعة الساموراي وميناموتو عضو في Seiw Genji (شجرة من عائلة ميناموتو تنحدر من 56 حاكم الامبراطورية اليابانية، Emperor Seiwa).
دايتو-ريو أخدت من المنزل الذي عاش يوشيميتسو طفولته فيه يسمى «دايتو» (大 東؟)، في Ōmi Province (العصر الحديث شيغا).

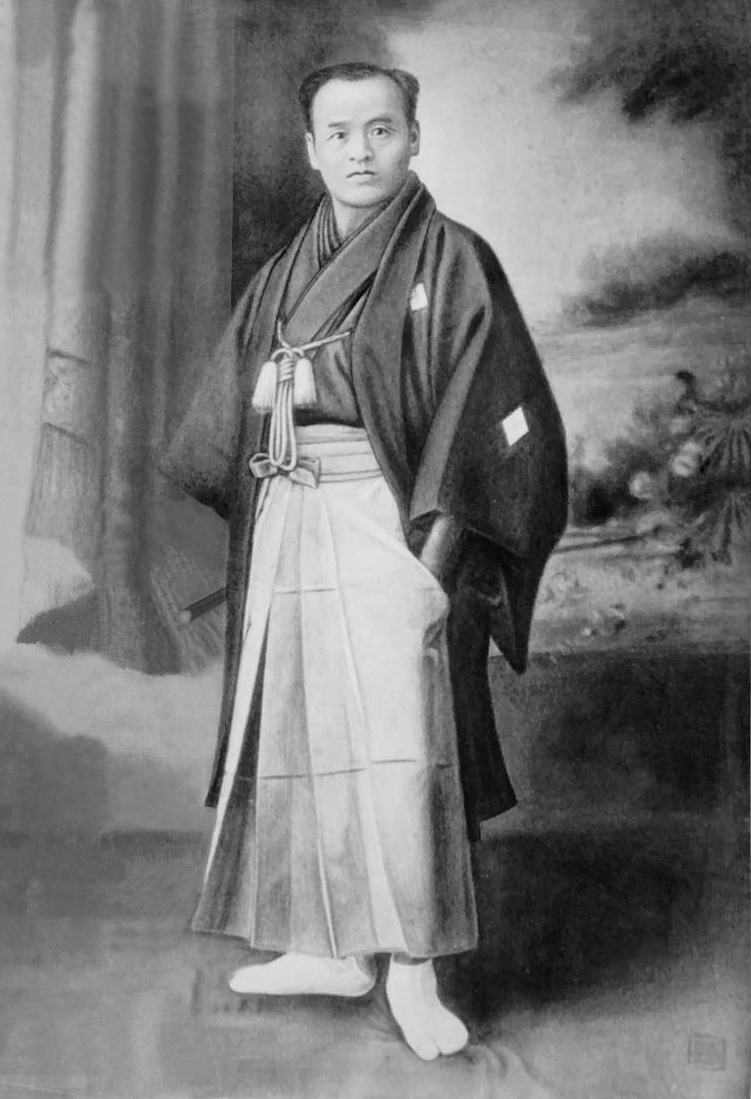
Retouched photograph of Takeda Sokaku, c.1888.

.

## التقنيات
هناك مجموعة 2884 تقنية. عادة يتم تشكيلها في شكل متسلسل داخل كل مستوى يتضمن تقنيات لتكون المعاكس من الأرض، خصم يكون جالسا واثنان واقفان من أجل الدفاع من طبقة الخصم واقفا وفي الأخير خصم خلف الظهر. المتتلمذ لا يمكنه أن يرتقي إلى المستوى حتى يتقن المستوى الحالي. في نهاية كل مستوى، يحصل على شهادة مسجل فيها كل التقنيات المطبقة.
أول مستوى للتقنيات يسمى (شودا وازا) ويركز على التنفس، فقدان التوازن، والمسافة، الفرصة، الانتباه، والعمل على النقاط الحساسة والمفاصل.
قائمة الجدول في الأسلوب الكلاسيكي لتوكيمونه وعدد التقنيات مبين في القائمة.
| التقنيات | المستوى                       |
| -------- | ----------------------------- |
| 181      | Hiden mokuroku (秘伝目録?)    |
| 53       | Aiki-no-jutsu (合気之術?)     |
| 36       | Hiden ōgi (秘伝奥義?)         |
| 84       | Goshin'yō-no-te (護身用の手?) |
| 477      | Kaishaku sōden (解釈相伝?)    |
| 88       | Menkyo Kaiden                 |

## بعض المدراس ديتو-ريو
- Takuma Hisa (en) (久 琢磨, 1895–1980) Daito-Ryu Takumakai
- Morihei Ueshiba (植芝 盛平, 1883–1969) Aikid
- Shogen Okabayashi (en) (岡林 将玄, 1949) Hakuho-ryu
- Ōgami Kenkichi (1936) Daito-Ryu Daibukan
- Sagawa Yukiyoshi (佐川幸, 1902-1998) Sagawa den Daito-Ryu aiki bujutsu
- Seigō Okamoto (岡本 正剛,) Daito-Ryu Roppoki
- Katsumi Yonezawa (米沢 克巳, 1937-1998) Daito-Ryu Bokuyōkan (en)Yamamoto Kakuyoshi Aiki Shintojyushinkai
- Takeda Hitoshi Daïto-Ryu Aïki Budo
- Takeda Munemitsu (武田宗光, 1924)
- Kondo Katsuyuki Daito-Ryu Shimbukan
- Okuyama Ryuho Hakkō-ryū
- Shigemitsu Kato Aiki Daito Kai
- Choi Yong Sul (1904-1986) Hapkido
- Keido Yamaue (1946) Yamaue Ryu
- Kōtarō Yoshida (en) (吉田幸太郎, 1883-1966) Yanagi-Ryu
- Mikinosuke Kawaishi (1908-1969) Kawaishi-Ryu
- Georges London (1908-1971) Aiki-Tai ha

## للمزيد أنظر أيضا
- Profiles of several teachers mentioned above.
- Essay on Daito-ryu Aikijujutsu succession (PDF) نسخة محفوظة 28 يونيو 2007 على موقع واي باك مشين.
- On training with Yukiyoshi Sagawa
- Kimura, Tatsuo. "Transparent Power - A Secret Teaching Revealed; The Extraordinary Martial Artist Yukiyoshi Sagawa." MAAT Press, 2009

## مقالات ذات صلة
- فنون قتالية يابانية
- بودو
- جو جيتسو
- تاي جوتسو

## روابط خارجية
- Daito-ryu Aikijujutsu - Katsuyuki Kondo's organization
- Takumakai - Takuma Hisa's organization
- Daitokai - Shigemitsu Kato's organization
- Daibukan - Kenkichi Ohgami's organization نسخة محفوظة 21 ديسمبر 2008 على موقع واي باك مشين.
- Hakuho-ryu - Shogen Okabayashi's organization
- Daito-ryu Aikijujutsu Roppokai - Seigo Okamoto's organization
- Documentary on the Tokyo branch of the Daito-ryu Aikijujutsu Takumakai
- http://www.kkhf.net
- Daito-ryu Aikijujutsu avec Kondo soke
- Nihon Daito-ryu Aikibudo Daitokai
- Daito-ryu Aiki jujutsu Takumakai
- Daito-ryu Aikijujutsu Roppokai
- Daito-ryu Aiki jujutsu Takumakai
- Documentaire sur le Daito-ryu Aiki-jujutsu Takumakai à Tokyo
- L'Histoire du Daito-ryu Aiki-jujutsu Takumakai
- مدارس تجد جذورها في ريو ديتو
- - KoKoDo Jûjutsu - en Belgique - en France
- Daitō-ryū Aiki-jūjutsu - aikidojournal